# آلبرتو مالسانی
آلبرتو مالسانی (انگلیسی: Alberto Malesani؛ زادهٔ ۵ ژوئن ۱۹۵۴) بازیکن فوتبال سابق و اهل ایتالیا است.
از باشگاه‌هایی که در آن بازی کرده‌است می‌توان به باشگاه فوتبال ساسوئولو اشاره کرد.

## افتخارات

### مربی
کیه‌وو (۱۹۹۷–۱۹۹۳)
- سری سی۱ (۱): ۱۹۹۳–۹۴

پارما (۲۰۰۱–۱۹۹۸)
- جام حذفی فوتبال ایتالیا (۱): ۱۹۹۸–۹۹
- لیگ اروپا (۱): ۹۹–۱۹۹۸
- سوپر جام فوتبال ایتالیا (۱): سوپرجام فوتبال ایتالیا ۱۹۹۹